# John Maurice Scott
Pour les articles homonymes, voir Famille Scott (Fidji), Scott et John Scott.
John Maurice Scott, né à Suva en 1948 et assassiné dans cette même ville le 1er juillet 2001, est directeur général de la Croix-Rouge fidjienne, connu pour l'aide qu'il apporte aux otages du coup d'État de 2000 aux Fidji.

## Biographie

### Origines
John Scott est fidjien de quatrième génération. L'un de ses arrière-grand-pères est le missionnaire chrétien pré-colonial William Weir Lindsay ; un autre est William Scott, colon établi avant l'Acte de Cession des Fidji à l'Empire britannique en 1874 et fondateur d'un cabinet d'avocat. Son grand-père paternal Henry Milne Scott et son père Maurice Scott sont d'importants hommes politiques de la société coloniale fidjienne, avant l'indépendance du pays en 1970. Né en 1948, John Scott est le second des deux fils issus du premier mariage de Maurice Scott. Éduqué aux Fidji et en Nouvelle-Zélande, où sa mère s'est établie après son divorce, il se brouille avec son père, devenu alcoolique à la fin de sa vie,.

### Rôle humanitaire durant le coup d'État en 2000
Il devient le directeur général de la Croix-Rouge fidjienne en 1994 et exerce toujours cette fonction au moment du coup d'État de mai 2000. Par ce coup de force, George Speight prend en otage le Premier ministre Mahendra Chaudhry et d'autres ministres et députés du gouvernement Chaudhry, exigeant que soit instituée une suprématie politique de la population autochtone. John Scott se présente auprès des preneurs d'otage le soir même, argue que les captifs ont droit aux soins de la Croix-Rouge, et obtient de les voir. Il obtient bientôt de leur rendre visite quotidiennement. Avant que les auteurs du coup d'État n'autorisent aussi la venue d'un médecin, Scott est la seule personne autorisée par Speight à rendre visite aux otages, leur apportant tous les jours des vivres, des vêtements, des médicaments et d'autres biens de première nécessité ainsi que des lettres de leurs familles. D'abord perçu avec suspicion par les auteurs du coup d'État et parfois malmené, il obtient peu à peu leur confiance en leur expliquant les objectifs de la Croix-Rouge et sa neutralité politique. Étant en contact quotidien avec Speight et ses hommes, il sert également de relai aux négociations que mène le contre-amiral Frank Bainimarama, chef des Forces militaires de la République des Fidji, pour la libération des otages. Celle-ci est finalement obtenue après cinquante-six jours de détention : Les otages sont remis aux soins de John Scott, qui en organise les modalités pratiques, et de la Croix-Rouge,,. Lorsque les auteurs du coup d'État sont arrêtés deux mois plus tard, il leur rend visite également, à des fins humanitaires.

### Assassinat
Tôt le matin du 1er juillet 2001, son compagnon Greg Scrivener et lui sont assassinés à leur domicile à Suva, frappés à mort et quasiment décapités de plusieurs coups de machette par un Fidjien autochtone qu'ils connaissaient depuis plusieurs années. Le tueur, émigré en Nouvelle-Zélande avant d'en être déporté après l'expiration de son visa, avait vu John Scott loué à la télévision pour son rôle auprès des otages l'année précédente et était devenu obsédé par l'homosexualité de celui-ci. Il s'isole, souligne dans sa Bible les passages condamnant l'homosexualité, et en discute avec son cousin quelques heures avant de commettre le double meurtre. Le crime est considéré comme homophobe mais comme ayant peut-être également un angle politique, John Scott étant une figure publique associée aux événements de l'an 2000. L'officier de police chargé de l'enquête exprime lui-même des remarques homophobes, affirmant que Scott « était un homosexuel pratiquant. Je ne prétends pas tout savoir sur l'homosexualité, mais c'est simplement qu'ils tendent à être plus violents que dans les relations hétérosexuelles normales ». Arrêté et inculpé, le tueur est reconnu non-coupable car atteint de schizophrénie et convaincu qu'il obéissait aux ordres de Dieu en tuant Scott et Scrivener. Il est interné indéfiniment dans un institut psychiatrique,,. John Scott est inhumé à Suva, et un millier de personnes participent à son cortège funèbre.
Son frère aîné Owen Scott publie un livre, Deep Beyond the Reef, sur l'influence des quatre générations de la famille Scott sur l'histoire des Fidji, et sur le meurtre de son frère. Le livre est adapté en film documentaire, An Island Calling, par Annie Goldson (en). Avec Owen Scott, elle y argue que le premier coup d'État aux Fidji, mené en 1987 par le prédicateur laïc méthodiste Sitiveni Rabuka au nom de la suprématie autochtone et du christianisme, a normalisé et encouragé à la fois la violence et le fondamentalisme religieux dans le pays, marqué depuis cette date par l'ascendance de l'extrême-droite chrétienne autochtone ethno-nationaliste,. 